# Bell 407
O Bell 407 é um helicóptero civil monomotor fabricado pela estadunidense Bell Helicopter, é derivado do Bell 206L-4 LongRanger, mas compartilhando a mesma fuselagem e possui um rotor principal de quatro pás. Fez seu primeiro vôo em 29 de junho de 1995 e foi inserido no mercado em 1996. É usado principalmente como helicóptero ambulância, uso policial, combate a incêndios, e para uso privado. Tem capacidade para piloto, co-piloto e cinco passageiros, e capacidade de carga para até 1200 kg.

## Operadores
O Bell 407 está em serviço em todo o mundo com companhias aéreas, corporações, governos e operadores privados. Também é utilizado por várias forças militares.

### Operadores militares
Atualmente, o Bell 407 é operado pelos seguintes operadores militares:
 México
- Força Aérea Mexicana

 El Salvador
- Força Aérea de El Salvador

 Iraque
- Força Aérea Iraquiana

 Jamaica
- Força de Defesa da Jamaica

 Emirados Árabes Unidos
- Força Aérea dos Emirados Árabes Unidos